# Philippe Lebon
Philippe Lebon (ur. 29 maja 1767 w Brachay, 2 grudnia 1804 w Paryżu) – francuski inżynier i chemik, pomysłodawca silnika spalinowego.

## Życiorys
Urodził się w Brachay we Francji w 1767 roku. Uczył się w szkole Ecole des Ponts et Chaussées, gdzie później wykładał mechanikę.
Lebon pracował nad ulepszeniem maszyny parowej, jednak w 1797 roku zajął się pozyskiwaniem gazu z drewna do oświetlania i ogrzewania pomieszczeń. W 1799 roku opatentował opracowaną przez siebie termolampę, która dawała światło w wyniku spalania gazu. Zaprezentował ją publiczności w roku 1801, jednak z powodu nieprzyjemnego zapachu spalin nie przyjęła się ona.
Lebon był także autorem pomysłu silnika napędzanego przez gaz spalany w mieszance z powietrzem za pomocą iskry. Pomysł zrealizował kilkadziesiąt lat później Jean Etienne Lenoir.
Zmarł 2 grudnia 1804 roku w Paryżu, obrabowany i pchnięty sztyletem.